# Vollenhovia ambitiosa
Vollenhovia ambitiosa är en myrart som beskrevs av Menozzi 1925. Vollenhovia ambitiosa ingår i släktet Vollenhovia och familjen myror. Inga underarter finns listade i Catalogue of Life.